# Euoniticellus pallens
Euoniticellus pallens är en skalbaggsart som beskrevs av Olivier 1789. Euoniticellus pallens ingår i släktet Euoniticellus och familjen bladhorningar. Inga underarter finns listade i Catalogue of Life.